# Istoria della Compagnia di Gesù
La Istoria della Compagnia di Gesù (Roma, 1653-1673) è un'opera in sei volumi in-folio scritta dallo storico gesuita e letterato Daniello Bartoli. È il più esteso classico della letteratura italiana, lungo più di diecimila pagine.

## L'opera
Il libro racconta la storia della Compagnia di Gesù tra il 1540 e il 1640 con un'autorevole biografia del fondatore Ignazio di Loyola. Il progetto complessivo dell'Istoria comprendeva quattro parti, una per ogni continente (Asia, Europa, Africa e America), a loro volta suddivise in varie nazioni. A tutto ciò venne premessa un'imponente biografia del fondatore della compagnia, col titolo Della vita e dell'istituto di Sant'Ignazio, in cinque libri, che resta a tutt'oggi, sotto molti punti di vista, la migliore biografia del santo. Per la redazione dell'opera, Bartoli si servì di documenti autentici e d'informazioni precise, frutto di un mastodontico lavoro di documentazione sull'enorme mole di resoconti di viaggio giunti da ogni parte del mondo allora conosciuto dai frati missionari.

### Della Vita e dell'Instituto di S. Ignatio
L'opera di Bartoli si apre con una biografia in cinque libri del fondatore della Compagnia di Gesù, Ignazio di Loyola. Bartoli si riconosce debitore degli scritti dei suoi predecessori, Juan de Polanco, segretario di Loyola e dei suoi biografi Pedro de Ribadeneira, Giovanni Pietro Maffei e Niccolò Orlandini. Il lavoro è organizzato in cinque libri, il terzo dei quali tratta in maniera approfondita gli Istituti e la Costituzione dei Gesuiti. Il quarto libro è dedicato alle virtù e alla morte di Ignazio. Il quinto libro si occupa dei miracoli del santo. Dopo la prima edizione Ignatio De Lazzeri fece pubblicare una seconda edizione (Roma, 1659) con un frontespizio illustrato da un’incisione di Cornelis Bloemaert II.

### L'Asia

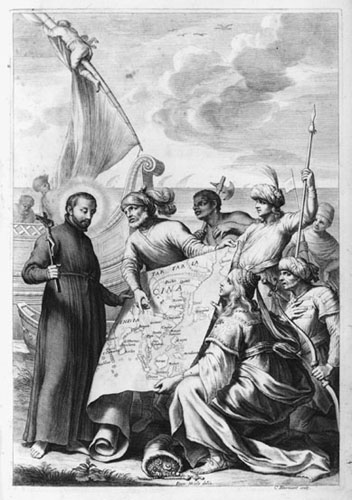
Frontespizio con Francesco Saverio di Jan Miel e Cornelis Bloemaert II per l’edizione del 1667 de L'Asia

Particolarmente affascinanti ed esotiche sono le tre parti dell'opera dedicate all'Asia, che narrano le vicende di Francesco Saverio e dei gesuiti missionari in India, Giappone e Cina.
L'Asia (1653) in otto libri racconta la storia delle missioni gesuite in India, concentrandosi sulla colonia portoghese di Goa, dove Saverio giunse nel 1542. Il Collegio di Saint Paul a Goa era il centro dell'impresa missionaria asiatica. Qui Henrique Henriques scrisse testi cristiani destinati agli indiani e redasse il primo dizionario tamil. Il terzo libro tratta della missione di Francesco Saverio in Giappone avvenuta nel 1549 e della storia dei primi gesuiti in Giappone sotto Cosme de Torres fino al 1570. Bartoli narra poi la storia della missione del padre gesuita Rodolfo Acquaviva presso Akbar il Grande a Fatehpur Sikri e del suo martirio a Salcete nel 1581, originariamente redatta in un’opera a parte del 1653, La Missione al Gran Mogor del p. Ridolfo Acquaviva, e successivamente aggiunta alla terza edizione de L'Asia nel 1667.
Il Giappone (1660) in cinque libri fu pubblicato in due volumi in folio. Racconta estesamente le vicende della missione gesuitica in Giappone dai successi durante il periodo di Sengoku fino al suo annientamento ad opera dello shogunato Tokugawa all'inizio dell'era Sakoku . I primi due libri descrivono le fiorenti missioni nel Giappone del XVI secolo durante il dominio di Oda Nobunaga e Toyotomi Hideyoshi sotto la direzione di Francisco Cabral e Alessandro Valignano e del monopolio commerciale che i gesuiti assicurarono a Nagasaki durante il periodo del commercio Nanban. Vengono raccontate anche le vicende di missionari linguisti come Luís Fróis e João Rodrigues e di daimyō convertiti, come Otomo Sorin e l'Ambasciata Tenshō a Roma. Bartoli conclude la sua opera raccontando lo sterminio dei Kirishitan giapponesi, iniziato nel 1597 con la crocifissione dei ventisei martiri del Giappone sotto Hideyoshi. Il racconto delle vicende dei martiri giapponesi sotto i primi tre shogun Tokugawa occupa o libri terzo e quarto. Nel quinto libro si racconta dell’apostasia del gesuita portoghese Cristóvão Ferreira.
La Cina (1663) Dopo un breve excursus sulla storia e sulla geografia del Celeste Impero, Bartoli racconta la vicenda delle missioni gesuite nel paese incentrandosi soprattutto sugli eminenti sinologi Michele Ruggieri e Matteo Ricci e sui loro successori alla corte imperiale. È suddivisa in quattro libri.

### L'Europa
Dopo essersi occupato delle missioni gesuite in Asia, Bartoli si rivolge alla storia delle missioni in Europa, concentrandosi in particolar modo sulle drammatiche vicende delle missioni inglesi, nel volume L'Inghilterra (1667), che descrive il martirio di Thomas Pounde, Edmund Campion, Robert Persons, John Gerard, Robert Southwell e Henry Garnet e le loro connessioni con il complotto di Throckmorton e la congiura di Babington sotto la regina Elisabetta e la Congiura delle polveri sotto Giacomo I. Il libro si sofferma anche sulle vicissitudini della comunità aristocratica Ricusante. Bartoli racconta infine le vicende del Collegio Inglese di Roma e delle scuole dei gesuiti istituite sul continente per i cattolici inglesi come i Collegi di Saint Omer, Bruges e Liegi.
L'ultimo volume che Bartoli completò racconta le vicende della Società di Gesù nell'Italia rinascimentale, che occupano il volume L'Italia, prima parte dell'Europa (1673). Il libro racconta le vicende dei gesuiti dall'arrivo di Loyola a Roma nel 1537 fino all'elezione del terzo generale gesuita Francesco Borgia nel 1565. Bartoli descrive poi le fortune dei gesuiti presso le grandi corti rinascimentali e le "vocationes illustres" avvenute a Padova nel 1559 di Antonio Possevino e di Achille Gagliardi e dei suoi fratelli.

### Degli Uomini e dei Fatti della Compagnia di Gesù: Memorie storiche
Bartoli scrisse l'ultimo volume della sua monumentale opera dopo quasi trent'anni dalla pubblicazione del primo volume, quando aveva ormai 65 anni. Accortosi che il suo impegno storiografico sulla storia dei Gesuiti nei quattro angoli del mondo era al di là delle sue possibilità, l'anziano Bartoli mise per iscritto una cronaca dei primi cinquant'anni della storia dell'ordine tra il 1540 e il 1590. Questo lavoro rimase manoscritto alla sua morte nel 1685 negli archivi dei Gesuiti di Roma fino a quando non fu pubblicato da Giacinto Marietti, stampatore di Torino nell'edizione completa delle opere di Bartoli, pubblicata tra il 1847 e il 1856 in cinque volumi. 

## Ricezione e fortuna critica
L'opera ebbe grande e duraturo successo. Considerata uno dei capolavori della prosa italiana fu lodata, tra gli altri, da Francesco Redi, Vincenzo Monti, Pietro Giordani, Giulio Perticari. Giacomo Leopardi, nello Zibaldone, arrivò a definire il padre Bartoli "il Dante della prosa italiana". Leopardi apprezzava dell'opera di Bartoli soprattutto la varietà e la forza espressiva. Ugualmente entusiasta dell'opera del Bartoli si mostrò Giosuè Carducci, che lo considerava uno dei massimi maestri di stile della letteratura italiana. Uguale stima nutrì per lui Alessandro Manzoni che nell'immortale preambolo dei Promessi sposi, parve risentirne l'influenza, descrivendo i due rami del lago di Como nella tonalità usata dal gesuita per il Gange.

## Edizioni moderne
La monumentale Istoria del Bartoli non è stata mai stampata integralmente nell'ultimo secolo. Gli editori italiani hanno preferito pubblicare le parti più interessanti dell'opera, quelle riguardanti il continente asiatico.
- La Cina, a cura di Bice Mortara Garavelli, Milano, Bompiani, 1975.
- Giappone. Istoria della Compagnia di Gesù, a cura di Nino Majellaro, Milano, Spirali, 1985.
- Istoria della Compagnia di Gesù. Dell'Italia, scelta a cura di Marino Biondi, Milano, Ponte alle Grazie, 1994.
- Missione al Gran Mogòr, a cura di B. Basile, Roma, Salerno Editrice, 1998.
- Istoria della Compagnia di Gesù. L'Asia, 2 voll., Introduzione di Adriano Prosperi, contributi di Elisa Frei, a cura di Umberto Grassi, Collezione i millenni, Torino, Einaudi, 2019, ISBN 978-88-062-2837-8. [edizione integrale della descrizione del continente asiatico]